# آنا کروس
آنا کروس (اسپانیایی: Anna Cruz‎؛ زادهٔ ۲۷ اکتبر ۱۹۸۶) بازیکن بسکتبال اهل اسپانیا است.
وی در مسابقات کشوری و بین‌المللی در مجموع برندهٔ ۲ مدال طلا، ۲ مدال نقره، ۴ مدال برنز شده‌است.